# 英国陆军司令部
陆军总司令部是位于汉普郡马尔堡线的英国陆军部门。该部门相当于皇家海军位于朴茨茅斯的海军司令部，皇家空军位于海威科姆空军司令部。

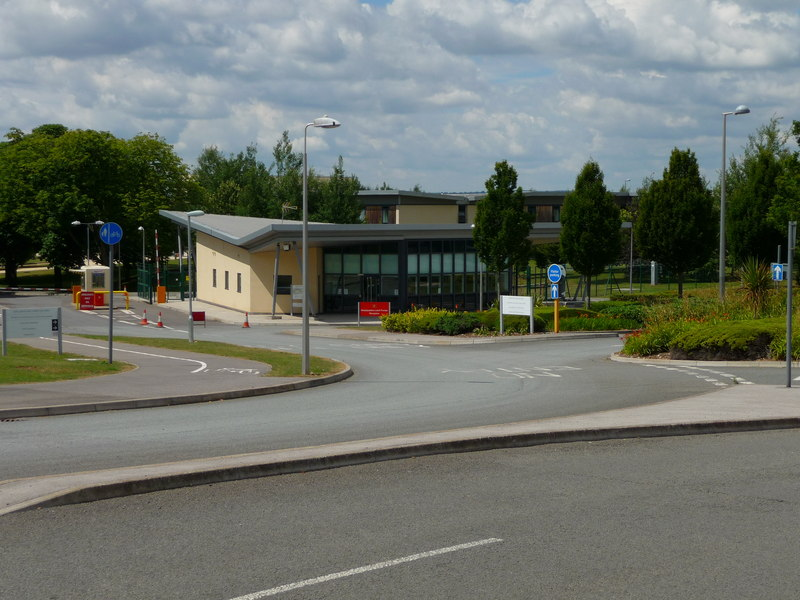
陆军司令部入口

## 历史
至2011年10月31日，英国陆军部队原由四星陆军总司令指挥。根据2011年11月1日生效的陆军司令部重组命令，陆军总参谋长通过名为陆军总部的新部门直接指挥陆军。 陆军总部负责管理2,000多名军事和文职人员，该部门在安多弗附近的马尔堡线建立。
在马尔堡线建造的两座陆军总部大楼被命名为布伦海姆（以1704年的布伦海姆战役命名）和拉米利斯（以1706年的拉米利斯战役命名）。 
在马尔堡线建立的总部还包括本土指挥部以及总部野战军。 

## 结构
英国陆军由总参谋长直接指挥。在“陆军2020Refine”指挥结构下，总参谋长以下有四名陆军中将，分别是：副总参谋长、野战军司令、国土司令部司令和盟军快速反应部队司令。联合直升机司令部司令在2020年9月左右成为第五名陆军中将。 
2011年陆军司令部组建时，直接受到总参谋长指挥的人员分别是：副总参谋长、陆军司令、部队副将和部队发展与能力司令。当时，陆军指挥官负责为当前和应急行动组建和准备部队，副将负责制定陆军人事政策、招募和后勤补给。 